# Vallone del Gravio
Il Vallone del Gravio è una piccola valle del Piemonte formata dal torrente Gravio.

## Geografia
Questa valle decorre in direzione Sud-Nord verso il solco centrale della Val di Susa. Sui 2500 m di altezza si trova la conca di Cassafrera, un altipiano selvaggio e suggestivo che ospitava un tempo un ghiacciaio. Le cime che lo circondano sono la Punta Cristalliera (2801 m), il Monte Rocciavrè (2776 m), la Punta Pian Paris (2738 m), la Punta Malanotte (2735 m), la Punta del Villano (2663 m) ed altri rilievi meno noti. A valle sorge, su un conoide formato dal Gravio, il paese di Villar Focchiardo. La parte alta del vallone, ovvero la zona altimetrica compresa all'incirca tra i 2800 m e i 1900 m di altezza, più quasi tutta la sinistra orografica del torrente Gravio, fanno parte del comune di San Giorio di Susa, mentre la restante parte del comune di Villar Focchiardo. La testata del vallone ricade inoltre nel Parco naturale Orsiera-Rocciavrè.

## Storia
Nella valle si trovano antiche testimonianze di presenza umana rappresentate da incisioni rupestri presso il rifugio GEAT. Per secoli l'uomo ha costruito e trasformato queste terre: il momento principale di questo fenomeno è avvenuto quando una comunità di monaci Certosini ha costruito la Certosa di Montebenedetto. Ora questa Certosa, abbandonata da secoli a causa di una disastrosa piena del Gravio, è visitabile.